# Okrajno sodišče v Mariboru
Okrajno sodišče v Mariboru je okrajno sodišče Republike Slovenije s sedežem v Mariboru, ki spada pod Okrožno sodišče v Mariboru Višjega sodišča v Mariboru. Trenutna predsednica (2007) je Maja Praviček.